# Gene Simmons
Gene Simmons — музичний альбом гурту Kiss і Джина Сіммонса. Виданий 18 вересня 1978 року лейблом Casablanca Records. Загальна тривалість композицій становить 38:58. Альбом відносять до напрямку хард-рок.

## Список творів

### Сторона перша
1. "Radioactive — 3:50
2. "Burning Up with Fever — 4:19
3. "See You Tonite — 2:30
4. "Tunnel of Love — 3:49
5. "True Confessions — 3:30

### Сторона друга
1. "Living in Sin — 3:50
2. "Always Near You/Nowhere to Hide — 4:12
3. "Man of 1,000 Faces — 3:16
4. "Mr. Make Believe — 4:00
5. "See You in Your Dreams — 2:48
6. "When You Wish upon a Star — 2:44